# Великолукский мясокомбинат
Великолукский мясокомбинат — российское мясоперерабатывающее предприятие в Великих Луках. Входит в российский перечень системообразующих организаций (2015).
Основан в 1944 году и изначально специализировался на производстве мяса. Затем, когда в 1962 году в эксплуатацию был введён колбасный цех, ассортимент продукции мясокомбината расширился за счёт готовых мясных изделий. В 1972 году были построены дополнительные производственные мощности, которые позволили значительно увеличить производительность предприятия. В этот период благодаря развитию железнодорожного сообщения предприятие начало осуществлять поставки своей продукции в регионы Советского Союза.
В первой половине 1990-х годов производственные показатели предприятия снизились. В 2000-е годы создана собственная торговая сеть, к сентябрю 2014 года она насчитывала 625 магазинов. В 2010 году значительно увеличены производственные площади на территории Псковской области (до 10 тыс. м²).
В компанию, организованную на базе предприятия, по состоянию на 2010-е годы также входят свиноводческий комплекс, комбикормовый завод и элеваторная группа, сельхозугодья, а также торговая сеть, состоящая из более чем 200 собственных магазинов в 30 регионах России. По итогам 2021 года «Великолукский свиноводческий комплекс» произвёл 309,2 тыс. тонн свинины (на убой, в живом весе), заняв 6,2 % рынка. В 2022 году объём производства незначительно снизился, до 299,2 тонн свинины (на убой, в живом весе), доля рынка — до 5,7 %, по итогам 2022 года стал пятым по величине российским производителем свинины.
Выручка ООО «ВСГЦ», объединяющего основные предприятия на базе мясокомбината, в 2022 году составила 23 млрд рублей, а чистая прибыль — 6,5 млрд рублей.